# チェサピーク・アンド・オハイオ鉄道
チェサピーク・アンド・オハイオ鉄道 (Chesapeake and Ohio Railroad、C&O)とはかつてアメリカに存在した一級鉄道である。1869年にバージニア州の小さな鉄道会社が合併して設立され、ウェストバージニア州の石炭を搬出することでバージニア州ニューポートニューズ、そしてハンプトン・ローズの石炭桟橋を形成する基礎となった。また、逆に中西部への鉄道網を形成し、オハイオ州コロンバス、同シンシナティ、同トレドを経てイリノイ州シカゴまで延伸された。本社はオハイオ州クリーブランドにあった。
1972年、C&Oはボルチモア・アンド・オハイオ鉄道(B&O)、ウェスタン・メリーランド鉄道(WM)とともにチェシー・システムとなった。1980年にチェシー・システムはシーボード・システム鉄道と合併し、CSXトランスポーテーションとなり、現在7つある一級鉄道のひとつとして営業を続けている。会社としてのC&Oは、1987年9月2日の統合時にその歴史の幕を閉じた。
かつて本社はウェストバージニア州ハンティントンにあった。そもそも、ハンティントンは、1870年に当時のC&O社長だったコリス・ポッター・ハンティントン(Collis Potter Huntington)がC&Oの本社を置くために建設した都市であり、市の名称は彼の名前からとられている。

## 歴史

### 草創期　ブルーリッジ山脈越え
C&Oの起源は、バージニア州ルイーザ郡のルイーザ鉄道(1836年開業)と同州ジェームズ川&カナワ運河(1785年開業)である。1950年代および1960年代にC&Oは絶頂期を迎え、150以上の路線を持っていた。
1850年までに、ルイーザ鉄道は東はバージニア州リッチモンド、西は同州シャーロッツビルの路線を建設し、バージニア・セントラル鉄道と改称した。当時、バージニア州は州内の進歩のために各種の補助を施しており、バージニア・セントラル鉄道の株を取得しただけでなく、ブルーリッジ山脈を横断するブルー・リッジ鉄道を設立し、融資もした。ブルーリッジ山脈とはアパラチア山脈の南東側の端部にあり、東海岸から西へ向かう際に最初に立ちはだかる山脈である。
民間の技術者、クラウディアス・クロゼット(Claudius Crozet)の指揮の下、ブルー・リッジ鉄道は4つのトンネルとともに山脈越えの路線を作り上げた。このときに作られた、峠にあるブルーリッジトンネルは長さが4,263フィート(1299メートル)であり、当時としては世界最長のものであった。
同じころ、バージニア・セントラル鉄道はブルーリッジ山脈の西麓から西に向かって線路をひきはじめた。そのルートは、グレート・アパラチア渓谷の一部であるシェナンドー渓谷や、グレート・ノース山を越え、最終的にはアレゲーニー山脈の麓、ジャクソン川駅までたどり着いた。のちのクリフトン・フォージである。
アレゲーニー高地の横断を完遂させるために、バージニア州はコビントン・アンド・オハイオ鉄道という州所有の鉄道会社を作った。この会社はアレゲーニー山脈とその西側でトンネルをいくつも穿つなどして、勾配が緩和された路線を建設した。また、カナワ川沿岸のチャールストン近辺では多くの道路も建設した。その後、1861年に起こった南北戦争により、西に向けての延伸工事はストップした。

### 南北戦争で果たした役割
南北戦争の間、バージニア・セントラル鉄道はアメリカ連合国(南部連合)にとって重要な役割を持っていた。シェナンドーからリッチモンドへと食料を運んだり、軍隊や補給物資を作戦に応じて移動するために使用したのである。また、1854年にゴードンズビルで接続していたオレンジ・アンド・アレクサンドリア鉄道(O&A)と継走するという重要な役割もあった。さらにバージニア・セントラル鉄道は実際の作戦においても使用され、軍隊を戦場に送り込んだ。しかし、合衆国軍にまっさきに攻撃され、終戦時にはわずか5マイル(8キロメートル)ほどしか運用できない状態になっており、金庫のなかには40ドル分の金しかなかった。

### ハンティントン指揮下での鉄道建設
南北戦争のあと、ウィリアムズ・カーター・ウィッカム(Williams Carter Wickham)社長率いるバージニア・セントラル鉄道の従業員たちは、南部の壊滅的な経済を建て直し、イギリスを味方につけるためには、株を自分たちで所有しなければならないと悟った。そしてついに、彼らは鉄道王の一人、コリス・ポッター・ハンティントン(Collis Potter Huntington)をニュー・ヨークから招聘することに成功した。ハンティントンは大陸横断鉄道の一部であるセントラル・パシフィック鉄道を作ったビッグ・フォーと呼ばれる4人の鉄道王の一人であり、そのとき既に大陸横断鉄道は完成していた。ハンティントンは、ひとつの鉄道事業者が東海岸から西海岸への大陸横断鉄道を経営すべきである確固たるビジョンを持っており、バージニア・セントラル鉄道を、その東部のシステムとして機能させようとした。
ハンティントンはバージニア・セントラル鉄道にオハイオ川まで延伸する資金を提供した。アレゲーニー高地越えを目指してコビントンから西へ建設していたが、南北戦争により工事が中断していたコビントン・アンド・オハイオ鉄道が所有していた土地等は、彼らに譲渡された。これは植民地時代にグレート・コレクションと呼ばれていた大きな夢であった。
1867年7月1日、コビントン・アンド・オハイオ鉄道はジャクソン川駅(のちのクリフトン・フォージ)とコビントン(アレゲーニー郡の郡庁所在地)とを結ぶ鉄道を開業した。1869年にはアレゲーニー山脈を越え、ホワイト・サルファー・スプリングスに達した。道中には多数のトンネルが穿たれ、またコビントン・アンド・オハイオ鉄道が南北戦争以前に建設したルートが利用された。ここから馬車に乗り換えてチャールストンへと向かうルートが整備された。
1869年から1873年にかけて、ウェストバージニア州横断ルートが両側から多大な労力を動員して建設された。両端とは、東側はオハイオ川沿岸の新たな都市であるハンティントン市であり、西側はホワイト・サルファーである。横断ルートは、ニュー川渓谷のホークス・ネストで1873年1月28日に結合された。付近のルート19の橋、ニュー川渓谷橋(New River Gorge Bridge)は、川沿いを走るCSXを高低差267m(876フィート)でまたいでおり、アメリカでは1番、世界でも2番目に高い橋である。
ウェストバージニアでの鉄道建設は、蒸気機関の機械と肉体による作業を競ったという伝説上の人物、ジョン・ヘンリーを生みだした。競争が行われた場所は、タルコットの南のトンネルだと言われている(詳細はジョン・ヘンリーの項目を参照)。
この時期にコビントン・アンド・オハイオ鉄道を建設した典型的な人物として、ウィリアム・ペイジという市井のエンジニアが挙げられる。彼は、鉄道建設に就く前にバージニア大学でその技術を修め、1871年と翌年にはニュー川渓谷に架ける橋の位置選定と建設の指揮をとり、1874年にはミル・クリーク渓谷橋を、1875年と翌年にはハンプトン・ローズから、ニュー川とカナワ川の谷を経由してオハイオ川までの間に複線を建設するための測量隊を率いた。
ペイジは、ウェストバージニアの自然の美しさとその秘めた可能性に圧倒され、また精力的にウェストバージニアの豊富な瀝青炭田を開発し、成功した人物と考えられている。ペイジはホークス・ネスト近くのアンステッドの小さな山村に居を構えた。コビントン・アンド・オハイオ鉄道が狭い谷の両岸を占領しているニュー川を見下ろす位置であった。
コリス・ハンティントンはコビントン・アンド・オハイオ鉄道を彼の西部および中西部の持株会社に接続しようとしたが、まだ多くの鉄道が建設途中であり、そのための資金を必要としていた。彼は建設をオハイオで中止し、以後数年、鉄道建設はしなかった。西部とつながる唯一の手段はオハイオ川で運用されている小さなボートであった。地域の豊富な埋蔵資源はまだ認知されていなかったため、コビントン・アンド・オハイオ鉄道は1873年の金融恐慌により二度目の破産となり、1878年には管財管理下におかれた。再編時に、会社名をチェサピーク・アンド・オハイオ鉄道へと改称した。

### ウェストバージニアの炭田開発とニューポート・ニューズ桟橋
南北戦争終結後すぐに、コリス・ハンティントンとその仲間はバージニア州ウォーウィック郡(バージニア半島の南側)の土地を買い始めた。1878年から1888年までの10年間で、C&Oの石炭資源が開発され、東に向けての出荷がはじまった。1881年、リッチモンドから新チャーチ・ヒル・トンネルを経てバージニア半島に至り、ウィリアムズバーグを抜けてハンプトン・ローズにある石炭桟橋へとつながる路線ができあがった。ハンプトン・ローズは、東海岸にある不凍港である。
南部ウェストバージニア州から新たな港湾都市であるニューポート・ニューズへの石炭輸送は、当時のC&Oの主力営業品目であった。

### モルガンとバンダービルトによる運営
1888年、C&Oが抵当権なしの組織に改編した際、ハンティントンはC&Oの支配権を失った。より多くの株式を入手したJ・P・モルガンとウィリアム・キッサム・バンダービルト(海運王にして鉄道王・コーネリアス・ヴァンダービルトの孫)の手に支配権が渡ったのである。独占禁止法ができる以前のこの時期、互いに競合関係にあった多くの小さな鉄道会社は一定のコントロール下にあった。PRRやニューヨーク・セントラル鉄道(NYC)のような大鉄道会社でも同様であった。
モルガンとバンダービルトはメルビル・エズラ・インガルス(Melville Ezra Ingalls)を社長として送り込んだ。インガルスは、当時バンダービルトが所有するクリーブランド・シンシナティ・シカゴ・アンド・セントルイス鉄道の社長でもあった。インガルスが両社の社長を勤める状態は次の10年間も続いた。インガルスはジョージ・スティーブンスをに総合的な指揮を執らせていた。

### 運河沿いの緩勾配ルートの形成
1889年、すでに事業停止されていたジェームズ川&カナワ運河の側道に敷かれたリッチモンド・アンド・アレゲーニー鉄道とC&Oが合併した。この合併によって、クリフトン・フォージからリッチモンドへのルートは、従来の急勾配でブルーリッジ山脈を越える北側のルートから、運河に沿った勾配のゆるやかなルートへと変更された。このルートを「ジェームズ川線」といい、現在でも石炭輸送のための重要なルートとして使用されている。
インガルスとスティーブンスは、C&Oを近代的な鉄道へと生まれ変わらせた。道床を砂利敷きとし、トンネルを拡幅して直線化し、橋を鉄橋に架け替え、レールを重軌条化した。車両は、客車も機関車も新しいものとした。
1888年、C&Oはシンシナティ・ディビジョンを設立。ハンティントンからオハイオ川の南岸をケンタッキー州まで下り、オハイオ州シンシナティで渡河し、中西部の鉄道と接続した。

### 五大湖とシカゴ
1900年から1920年まで、C&Oはウエストバージニア州南部とケンタッキー州東部で算出される瀝青炭を運ぶべく路線を建設し、これによって20世紀を生き抜いたC&Oの基本が形作られた。
1910年、C&Oはシカゴ・シンシナティ・アンド・ルイビル鉄道を買収した。この路線はシンシナティからハモンドまで、インディアナ州の南東から北西を対角線状に横切る路線で、買収の前10年間で建設されたものであった。この路線を得たことにより、C&Oは鉄道のハブたるシカゴへのルートを手に入れた。
同年、C&Oはウェストバージニア州のカナワ・アンド・ミシガン鉄道(K&M。チャールストン南東のゴーレイにある、ニュー川ほとりのK&MジャンクションでC&Oと接続し、そこから北西のオハイオ州との境にある、ポイント・プレザントまでの路線)およびホッキング・バレー鉄道(HV)を傘下に納め、コロンバスを通って五大湖へとつなぐルートを得た。
独占禁止法に抵触するためにC&OはK&Mの株式を放棄したが、HVの株の所有は認められた。同線は延長560km(350マイル)、コロンバスとエリー湖岸のトレド港とを直結するルートであり、コロンバス南東にあるホッキング炭田には無数の支線があったが、C&Oのメインラインとはつながっていなかったので石炭の一貫輸送ができずにいた。そこで、石炭をトレドに運び、五大湖の水運を使って出荷するために、C&Oはライバルであるノーフォーク・アンド・ウェスタン鉄道(N&W)と契約を結び、キノバ(ケノバとも。ハンティントン西部にある)からコロンバスまで列車を運行させてもらった。しかし、N&Wはこの契約に制限をかけ、決してC&Oが満足する結果にはならなかった。
C&Oはホッキング・バレーに直結する新たなルートの建設をはじめた。その路線は、ターミナル駅であるケンタッキー州ラッセルから数マイル離れた地点とコロンバスとを結ぶもので、1917年から1926年にかけて建設された。オハイオ川は、ケンタッキー州ライムビルとオハイオ州シオトビルの間に架けられたシオトビル橋で渡った。この橋は当時最大級の橋であり、技術の進化のモニュメント的なものとして、今日でもそのまま存在している。
コロンバスで、C&Oの線路と完全につながると、C&Oはより多くの鉱石や石炭を主として西部に送り出した。東側への出荷よりも西側への出荷のほうが多かった。1930年に、HVはC&Oに買収された。

### バン・スウェリンゲン兄弟による経営と世界恐慌、第二次世界大戦

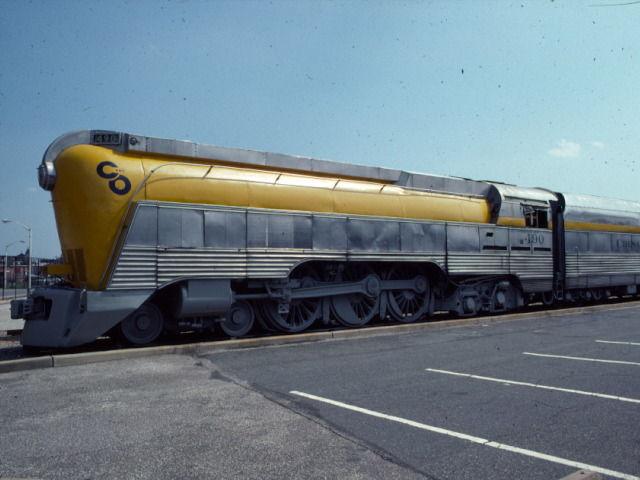
保存されているC&O class L 4-6-4形蒸気機関車。 1920年代から1930年代にかけて製造された。

次なる大きな転換は、1923年であった。クリーブランドの投資家、バン・スウェリンゲン兄弟(オリス・パクストン・バン・スウェリンゲンOris Paxton Van Sweringenとマンティス・ジェームズ・バン・スウェリンゲンMantis James Van Sweringen)が、C&Oの支配権を得たのである。彼らは多数の持株会社を持ち、それぞれ多くの鉄道の株を所有しており、ペレ・マルケット鉄道(Pere Marquette Railroad、PM)、エリー鉄道とともに、C&Oをニッケル・プレート鉄道(NKP。正式にはニューヨーク・シカゴ・アンド・セントルイス鉄道、NYC&St.L)に統合しようとしたが、財政的に不安定であるという理由で州際通商委員会に認められなかった。C&Oの他の株主の多くは反対していた。
1927年にはC&Oを彼らの所有する鉄道群の核とすることを決め、C&OをNKPの子会社とすべく、持株会社チェサピーク・コーポレーションを設立。1929年には、NKP、チェサピーク・コーポレーション、エリー鉄道、C&Oの持株会社であるアレゲーニー・コーポレーションを設立した。スウェリンゲン兄弟は、このような形で鉄道会社群を多数の持株会社により運営していた。しかし、世界恐慌のなかで、兄弟の会社群は倒産してしまった。
しかしながら、C&Oは底力のある路線だった。1930年代初期には半数以上の鉄道会社が管財下におかれたが、破産を免れただけでなく、安価な労働力と資材で自力で再生する機会をとらえた。アメリカ中が経済的苦境に立たされていた間に、C&Oは新たにトンネルを掘り、複線化に取り組み、橋を掛け直し、重軌条化をし、道床を作り直した。その資金は、主要な営業品目である石炭運搬によるものであった。世界恐慌に見舞われていた時といえども、石炭はあらゆる場面で使用されていたし、C&Oが輸送する瀝青炭の品質は最上級のものであった。
こうした線路改良をしたおかげでC&Oは良好な輸送の環境を構築することができ、第二次世界大戦時の兵士や物資の大量輸送を支えることができた。加えて最新の大型機関車を使うことにより、大量の物資を運ぶことができる鉄道となった。海軍の軍艦や商用船の燃料として、また軍需産業で、石炭を大量に消費したが、その補給線としての役割を果たしたのである。

### 第二次世界大戦後
第二次世界大戦集結までに、C&Oはその成長をもってアメリカの経済活動の一助となる準備を整え、20世紀半ばにはアメリカの重要な鉄道組織となった。そうなったのは、スウェリンゲン兄弟の破産後、アレゲーニー・コーポレーションを手に入れ、会長となったロバート・ラルフ・ヤング(Robert Ralph Young)によるところが大きい。
ヤングは1942年にC&Oの支配権を入手し、古くからの鉄道経営に関わる資金調達や経営の手法を変えようとした。また、将来を見据えた技術を開始した。彼はC&Oのロゴを"C&O for Progress"、つまり「進化するC&O」として産業を牽引していくというその意志を具現化した。また、調査開発の部署に人員を充当し、そこでは現代に置いても前衛的ともいえる旅客サービスの提案や、貨物取扱量の増大に関するが提案なされた。ヤングはのちにニューヨーク・セントラル鉄道(NYC)の会長となってC&Oでの地位を去り、NYCの株価の下落を苦にして1958年に自殺した。
ヤングが去ったあと、C&Oはウォルター・J・トゥーイ(Walter J. Tuohy)に率いられることになった。「For Progress」のテーマはそのままながら、若干抑制されたものとなった。この間、C&Oは初めて大型のコンピュータシステムを導入し、さまざまな種類の貨車の大型化および改良を進め、本心では積極的ではないながらも蒸気機関車からディーゼル機関車への転換を進め、トラフィックの多角化にも取り組んだ。スウェリンゲン時代以来のグループ会社であるPMは自動車産業の輸送が非常に大きなものとなっており、行きは素材を自動車会社に輸送し、帰りは製品である自動車を輸送するといったようなもので、C&Oの輸送量の半分を占める石炭輸送に頼ってはならないというようになった。

### 合併してチェシー・システムへ、そしてCSXへ
C&Oは利益を計上する鉄道であり続けた。1963年、サイラス・S・イートンの指導に従い、新たに鉄道の合併の動きがはじまった。相手はボルチモア・アンド・オハイオ鉄道である。ふたつの路線のサービスや人的資産、機関車や車両、施設が徐々に統合されていくことは、より強固な鉄道システムを作り出す。ヘイズ・Ｔ・ワトキンス・ジュニアのリーダーシップのもとで、C&OとB&O、そしてウェスタン・メリーランド鉄道はチェシー・システムを持株会社とする鉄道会社となった。この名称は、長らくC&Oを指し示して呼びならわされていたものであった。起源は1933年の広告にネコを描いたためという。
ワトキンスの念入りに将来を見据えたリーダーシップの元で、チェシー・システムは1980年にシーボード・システム鉄道等の持株会社、シーボード・コースト・ライン・インダストリーと合併し、CSXコーポレーションとなった。両社が保有していた鉄道は、段階を経て、最終的に1987年にCSXトランスポーテーションとなった。
1999年には、コンレールの資産の42%と約3600マイルの路線を取得し、アメリカ東部における4大鉄道会社のひとつとなり、現在に至っている。

## チェシー・ザ・キャット

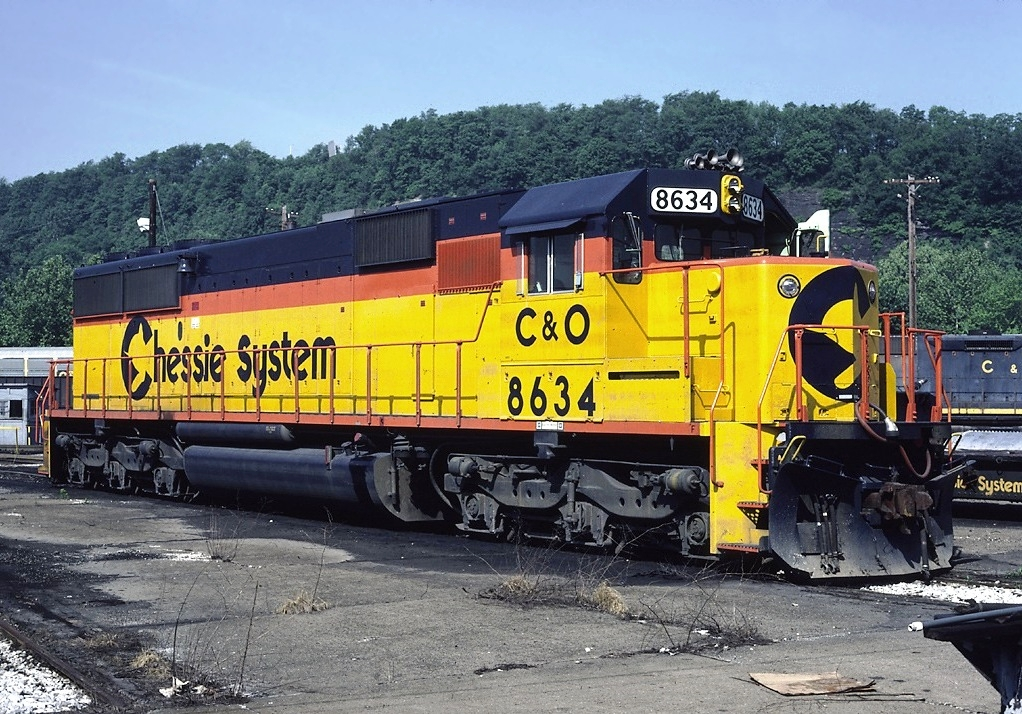
チェシーのシルエットが描かれているチェシー・システムの機関車

C&O社は、1933年にグイド・グリューワルドの原画による布団に包まって眠っている猫の絵を広告に使用し始めている。この猫はチェシーという愛称で親しまれ長年の間C&Oの広告に使われたばかりか、C&Oの持株会社だったチェシー・システムさらに業務を引き継いだCSXトランスポーテーションでも公認キャラクターとして使用された。